# Rodney Slater
Pour les articles homonymes, voir Slater.
Rodney Earl Slater, né le 23 février 1955 à Marianna (Arkansas), est un homme politique américain. Membre du Parti démocrate, il est secrétaire aux Transports entre 1997 et 2001 dans l'administration du président Bill Clinton.

## Source
- (en) Cet article est partiellement ou en totalité issu de l’article de Wikipédia en anglais intitulé « Rodney E. Slater » (voir la liste des auteurs).